# سوگیری تأییدی

سوگیری تأییدی

سوگیری تأییدی (به انگلیسی: confirmation bias) گرایش به جستجو در اطلاعات یا تعبیر کردن آن به نحوی است که باورها یا فرضیه‌های خودِ شخص را تأیید کند. سوگیری تأییدی یکی از انواع سوگیری شناختی محسوب می‌شود و از جمله خطاهایی است که به شکل سیستماتیک، در استدلال‌ورزی استقرایی مشاهده می‌شود. سوگیری تأییدی را نخستین بار پیتر واسن (۱۹۲۴–۲۰۰۳)، روانشناس برجسته دانشگاه کالج لندن استفاده کرد. وی یکی از پیشگامان روانشناسی استدلال، یکی از شاخه‌های علوم شناختی است. این شاخه از علوم ذهنی نحوه تفکر و استدلال را در افراد مطالعه می‌کند؛ فرایندهایی که منجر به نتیجه‌گیری در ذهن می‌شود و چگونه این فرایندها روند حل مسئله و تصمیم‌گیری را شکل می‌دهند. از دید واسن، افراد بلافاصله به اطلاعات و دانشی تمایل پیدا می‌کنند که پیش‌فرض‌ها، دریافت‌ها و باورهای‌شان را تأیید می‌کند.
زمان‌هایی که این سوگیری خود را بیشتر از همه نشان می‌دهد، یکی زمانی است که فرد هنگام جمع‌آوری یا یادآوری اطلاعات به شکل گزینشی عمل می‌کند و دیگری وقتی است که فرد شواهد مبهم را به عنوان تأییدی بر موضع فعلی‌اش تعبیر می‌کند. سوگیری تأییدی در خصوص موضوعات هیجان‌برانگیز یا در مورد باورهایی که فرد نسبت به آن‌ها تعصب دارد، به شکل شدیدتری مشاهده می‌شود.
از این سوگیری برای توضیح پدیده‌های شناختی مختلفی استفاده می‌شود که این پدیده‌ها از آن جمله‌اند: قطبی شدنِ نگرش (که در آن اختلاف نظر اعضای گروه، با مراجعه به مجموعهٔ یکسانی از شواهد بیشتر می‌شود)، ثبات باور (که در آن، باور فرد به یک گزاره، با ارائه شواهد نقض، مستحکم‌تر می‌شود)، اثر تقدم غیرمنطقی (که در آن فرد به اطلاعاتی که زودتر با آن‌ها مواجه شده بیشتر اتکا می‌کند) و همبستگی خیالی (که در آن فرد بین متغیرها یا رویدادهای غیرمرتبط، نوعی از همبستگی را پیدا می‌کند).
در پژوهشی مشترک، مارتی جی. هَسِلتِن (استاد روانشناسی و علوم ارتباطات در دانشگاه کالیفرنیا در لس‌آنجلس)، پاول اندروز (استاد روانشناسی و علوم اعصاب و رفتار در دانشگاه اونتاریو)، و دنیِل نِتِل (استاد علوم رفتاری در دانشگاه نیوکاسل) نشان دادند که چگونه جهت‌گیری‌های ذهنی در افراد تکامل پیدا می‌کنند و انسان‌ها همچون حیواناتجانوران از دریچه سازگاری با محیط اطرافشان به قضاوت و واکنش می‌پردازند. به باور این پژوهشگران جانب‌داری ذهن الگویی نظام‌مند دارد که با رشد و تکامل جهت‌گیری‌های ذهنی می‌تواند قضاوت نادرست و تفسیر غیرمنطقی از امور جهان را در پی داشته باشد. با شناخت فرایندهایی که طی آنها ذهن به جانبداری از قسمتی از اطلاعات ورودی می‌پردازد و قسمتی دیگر از دانش را نادیده می‌گیرد، می‌توانیم فرایند خردورزی، قضاوت و تصمیم‌گیری را بهینه کنیم. جهت‌گیری تأییدی یکی از مشهورترین انواع جهت‌گیری‌های ذهنی است.
ما معمولاً برای چیزهایی که قبلاً درستیِ آن‌ها برای‌مان اثبات و تأیید شده و به آن باور داریم پِی شاهد و مدرک می‌گردیم. این تعصب بر درستیِ چیزهایی که برای ما اثبات شده گاهی ممکن است منجر شود که شواهدی را علیه باورهای‌مان نادیده بگیریم و وقتی به شاهد و مثالی برمی‌خوریم که با نتیجهٔ ما متناقض است، آن را نمی‌پذیریم و معمولاً حتی سراغ بررسی آن هم نمی‌رویم. بلکه سراغ منابع جای‌گزینی می‌رویم که اهمیت این شواهد را زیر سؤال می‌برند. به‌طور مثال اگر کسی مطلقاً بر این عقیده باشد که تغییرات آب و هوایی توطئه و دروغ است و واقعیت ندارد، و سپس با مستندی برخورد کند که نام آن «شواهد انکارناپذیر تغییرات آب و هوایی» باشد احتمالاً عصبانی می‌شود. اگر بعد از آن سراغ گوگل برود و دربارهٔ موضوع جستجو کند، احتمالاً چیزی که برای آن جستجو خواهد کرد مطالب مرتبط با عقیدهِ خود (که تغییرات اقلیمی دروغ است) خواهد بود نه مطالبی که شواهد علمی و مستدل راجع به این موضوع ارائه دهند.

## انواع
سوگیری تأییدی با آنچه که معمولاً پیش‌گویی خودمحقق‌کننده خوانده می‌شود، متفاوت است. در پیش‌گویی خودمحقق‌کننده، انتظارات فرد، روی نحوه رفتار او اثر می‌گذارد به طوری که این رفتار جدید، خود به محقق شدن نتیجه مورد انتظار پیش‌گویی ختم می‌شود. در طرف مقابل، سوگیری تأییدی ناشی از چگونگی پردازش اطلاعات است. به عبارتی سوگیری تأییدی، گرایشی در افراد است که هنگام جستجوی شواهد، تفسیر آن‌ها یا به یادآوردن‌شان از حافظه، به سمت حفظ باورهای فعلی متمایل می‌شوند.
به‌طور کلی انواع مختلفی از سوگیری تأییدی می‌تواند در افراد رخ دهد. به‌عنوان مثال: (کلیمن   ، ۱۹۹۵)
1-  ممکن است افراد در یک باور اولیه نسبت به موضوعی، اعتمادبه‌نفس بیش از حد داشته باشند.
2-  افراد ممکن است شواهد را به‌گونه‌ای جستجو کنند که تأییدکننده فرضیه آن‌ها باشد و از مواردی که با فرضیه مورد نظرشان مغایر باشد، اجتناب می‌کنند. 
3-  تفسیر افراد از اطلاعاتی که دریافت می‌کنند ممکن است به نفع فرضیه پیشین آن‌ها باشد. به‌عنوان مثال، می‌توانند داده‌های تأییدکننده فرضیه را قابل‌اعتماد و داده‌های تأیید ناپذیر را مشکوک بدانند. 
4-  افراد با توجه به اعتقادات پیشین خود، ممکن است فرضیه‌های جدید را بصورت ناقص بررسی کنند.
5-  افراد حتی در صورت تمایل به کنارگذاشتن یک فرضیه قدیمی، ممکن است در تولید فرضیه‌های جدید مشکل داشته باشند.

### سوگیری گروهی
یکی از مفاهیم روان‌شناسی است که توسط آلفرد آدلر روان‌شناس اتریشی پیشنهاد شده‌است، به این معنا که: گروهی تصمیم می‌گیرند مواضع افراطی اتخاذ کند، حال آنکه اگر افراد گروه تنها بودند این گونه موضع‌گیری‌ها به وجود نمی‌آمد.

### سوگیری در جستجوی اطلاعات
پژوهش‌ها بارها نشان داده‌اند که افراد متمایل‌اند تا فرضیه‌ها را به شکلی یک‌جانبه به آزمایش بگذارند، به گونه‌ای که به دنبال شواهدی بگردند که با فرضیه فعلی‌شان سازگار است. افراد به جای آنکه در میان تمام شواهد مرتبط جستجو کنند، پرسش‌شان را به گونه‌ای صورت‌بندی می‌کنند که پاسخی مثبت در تأیید نظریه‌شان دریافت کنند. به عنوان مثال، اگر فردی که حدس می‌زند عدد مورد نظرش ۳ است، قرار باشد با یک سؤال آری یا خیر به جواب دست پیدا کند، می‌تواند بپرسد: "آیا عدد فرد است؟" افراد این نوع پرسش را که «آزمون مثبت» نامیده می‌شود به آزمون منفی همچون "آیا عدد زوج است؟" ترجیح می‌دهند، با وجود اینکه هر دو آزمون، می‌توان اطلاعات مشابهی را به دست دهد.
ترجیح آزمون مثبت، به خودی خود یک سوگیری محسوب نمی‌شود چرا که آزمون مثبت هم می‌تواند بسیار اطلاعات‌بخش باشد. اگرچه در ترکیب با برخی اثرهای دیگر، این استراتژی می‌تواند به تأیید شدن باورها و فرضیه‌های فعلی منجر شود، صرف نظر از اینکه آن باورها درست باشند یا نه. در جهان واقع، معمولاً شواهد پیچیده و درهم‌تنیده‌اند. به عنوان مثال، چندین تصور متناقض و ناسازگار دربارهٔ یک فرد، همگی می‌توانند با تمرکز کردن بر بخشی محدود از جنبه‌های رفتاری او تأیید شوند؛ بنابراین هر نوع جستجویی برای پیدا کردن شواهدی در حمایت یک فرضیه خاص، محتمل است که موفقیت‌آمیز باشد. مثالی از این ماجرا، زمانی است که صورت‌بندی یک پرسش، می‌تواند به شکل قابل توجهی پاسخ افراد را تغییر دهد. به عنوان مثال، اگر از افراد پرسیده شود: "آیا از زندگی اجتماعی خود راضی هستید؟" افراد سطح بالاتری از رضایت را گزارش می‌دهند تا زمانی که از آن‌ها پرسیده شود: "آیا از زندگی اجتماعی خود 'نا'راضی هستید؟"
حتی یک تغییر کوچک در جمله‌بندی پرسش، بر شیوه جستجوی افراد در بین داده‌های موجود و در نتیجه بر نتیجه‌ای که به آن دست می‌یابند اثر می‌گذارد. این موضوع به خوبی با استفاده از یک پرونده حضانت خیالی نشان داده شده‌است. شرکت‌کنندگان در پژوهش، می‌خوانند که والد ۱، به شکلی معتدل واجد شرایط برای سرپرستی کودک است. والد ۲، ترکیبی از ویژگی‌های برجستهٔ مثبت و منفی را داراست: رابطه بسیار صمیمانه‌ای با کودک دارد، اما شغل‌ش ایجاب می‌کند که کودک را مرتباً جابه‌جا کند. شرکت‌کنندگانی که از آن‌ها پرسیده شده بود "کدام والد باید حضانت کودک را به دست بیاورد؟" اکثراً در جستجوی ویژگی‌های مثبت برآمده و والد ۲ را انتخاب کردند. در طرف مقابل شرکت‌کنندگانی که از آن‌ها پرسیده شده بود "حضانت کودک باید از کدام والد سلب شود؟" اکثر آن‌ها در جستجوی ویژگی‌های منفی برآمده و در نتیجه حضانت را از والد ۲ سلب کردند.
در دهه 1960، یک روانشناس شناختی به نام پیتر کاتکارت واسون ، آزمایش‌های زیادی انجام داد که به‌عنوان وظیفه کشف قاعده ویسون شناخته می‌شود. وی نشان داد كه مردم تمایل به جستجوی اطلاعاتی دارند كه عقاید موجود آنها را تأیید كند. متأسفانه، این نوع سوگیری می‌تواند نگاه ما را به موقعیت‌ها تحت تأثیر قرار دهد و بر تصمیماتی که می‌گیریم تأثیر بگذارد و منجر به انتخاب‌های نادرست شود. به‌عنوان مثال، در طول یک دوره انتخابات، افراد تمایل دارند به دنبال اطلاعات مثبتی باشند که نامزدهای مورد علاقه آنها را به‌خوبی تأیید کرده و نامزد جناح مخالف را منفی نشان دهد (چری، 2020).

## آزمون‌های سنجش سوگیری تأییدی
آزمون وظیفه 2،4،6 ویسون
در فرم استاندارد آزمون وظیفه 2،4،6 ویسون (1960)، از شرکت‌کنندگان خواسته می‌شود قانونی را کشف کنند که برای آزمایشگر شناخته شده باشد و توالی‌های سه عددی تولید کنند (که به آنها سه‌گانه گفته می‌شود). آزمایشگر یک مثال سه‌گانه 2،4،6 را ارائه می‌دهد. سپس از شرکت‌کنندگان می‌خواهد سه‌گانه دیگری تولید کنند. شرکت‌کنندگان در ابتدا تشویق می‌شوند تا سه برابر اعداد را مثال بزنند تا زمانیکه به جایی برسند اطمینان داشته باشند که قانون صحیح و مورد نظر آزمایشگر را پیدا کرده‌اند و آن قانون را اعلام کنند (گیل و بال [1] ، 2003). 
ویسون دریافت كه شركت‌كنندگان با توجه به نقطه شروع 2،4،6، سه برابری که ایجاد می‌کردند فقط اعداد زوج، صعودی و دو برابر بودند. آنان توالی‌هایی که ممکن بود فرضیه آنها را رد کند، را امتحان نکردند و به‌سادگی سعی می‌کردند اعتقادات خود را تأیید کنند. تصور می‌شد که اکثر شرکت‌کنندگان در این مطالعه کار را خیلی سریع انجام دهند زیرا این کار بسیار ساده به نظر می‌رسید اما پس از دریافت بازخورد مبنی بر اینکه اولین حدس آنها اشتباه بوده، فهمیدند فقط یک پاسخ درست وجود دارد و باید تحلیل بیشتری انجام دهند. (کلاین[2] ، 2019) 
آزمون انتخاب ویسون
پیتر ویسون (1968) یک مطالعه پارادایمی انجام داد تا بررسی کند که آیا افراد متوجه روابط ساختگی و جعلی می٬شوند یا خیر. آزمایشگر در ابتدا چهار کارت جلوی شرکت‌کنندگان قرار داده و برای آنها توضیح می‌دهد که در یک طرف هر کارت یک عدد و در طرف دیگر آن یک حرف نوشته شده است. کارت‌ها به‌صورت 7، 3، D، A چیده می‌شوند. سپس آزمایشگر این قانون را به شرکت‌کنندگان ارائه می‌دهد که اگر در یک طرف کارت حرف D نوشته شده باشد، در طرف دیگر آن عدد فرد نوشته شده است. سپس به شرکت‌کنندگان گفته میشود فقط کارت‌هایی را انتخاب کنند که قانون فوق در موردشان صدق کند.
در این آزمون، اکثر شرکت‌کنندگان تمایل دارند کارت D را به‌تنهایی یا کارت‌های D و 3 را انتخاب کنند که تأییدکننده فرضیه خود باشد اما به‌ندرت کارت‌های A و 7 را انتخاب میکنند ( راگنی ، کولا و همکاران[3] ، 2017). این یک معمای منطقی است که توانایی استدلال افراد را بررسی می کند.
[1]  Gale and Ball
[2]  Gary Klein
[3]  Ragni, Kola, Johnson-Laird

## یادداشت
1. ↑  attitude polarization
2. ↑  belief perseverance
3. ↑  primacy effect
4. ↑  illusory correlation
5. ↑  Positive Test